# Шулаков Віктор Олександрович
Віктор Олександрович Шулаков (11 серпня 1942, Сміла — 4 серпня 2009) — український театральний режисер, актор, драматург, педагог, лауреат Національної премії імені Тараса Шевченка (2003), народний артист України (2008), лауреат київської театральної премії «Пектораль» (2007), заслужений діяч мистецтв України.

## Біографія
Народився 11 серпня 1942 року в місті Смілі (нині Черкаської області) під час німецької окупації.
Закінчив Київський інститут театрального мистецтва імені І. К. Карпенка-Карого, режисерський факультет. Трудову діяльність розпочав актором Львівського театру юного глядача. Працював у театрах Вінниці, Черкас, Сімферополя, Донецька.
З 1980 року В. О. Шулаков — режисер, художній керівник київських Молодого театру й Театру оперети. За свою творчу кар'єру поставив 101 спектакль, які роками не сходили зі сцени в театрах Львова, Черкас, Києва, Донецька, Севастополя й інших міст. Серед них — низка відомих спектаклів-бестселерів. Це, зокрема, «Сірано де Бержерак» Е. Ростана; мюзикл «Золоте курча» В. Орлова; «Циганський барон» Й. Штрауса; «Червона квітка» Ф. Шафраненка; «Енеїда» І. Котляревського та ін. Так, у Молодому театрі 28 років йшла його постановка п'єси Михайла Старицького «За двома зайцями». Постановка цієї ж п'єси у Севастопольському академічному російському драматичному театрі ім. А. В. Луначарського стала лауреатом премії ім. В. А. Аносова за найкращу режисуру (2007). У 2003 році отримав Шевченківську премію разом з Марком Бровуном за виставу «Енеїда» за І. Котляревським у Донецькому академічному українському музично-драматичному театрі імені Артема.

Могила Віктора Шулакова

В. Шулаков був також режисером-постановником першого в Україні мюзиклу «Екватор».
Раптово помер 4 серпня 2009 року під час відпочинку на дачі на Десні від гострої серцевої недостатності. Похований разом із дружиною на Байковому кладовищі (ділянка № 33, 50°25′8.90″ пн. ш. 30°30′10.30″ сх. д. / 50.4191389° пн. ш. 30.5028611° сх. д.).